# Kúty
Kúty es un municipio del distrito de Senica en la región de Trnava, Eslovaquia, con una población estimada a final del año 2024 de 4008 habitantes.
Se encuentra ubicado al norte de la región, en los pequeños Cárpatos y cerca del río Morava (cuenca hidrográfica del Danubio) y de la frontera con la República Checa.

## Demografía
| Año        | 1994 | 2004    | 2014    | 2024    |
| ---------- | ---- | ------- | ------- | ------- |
| Población  | 4093 | 4129    | 4053    | 4008    |
| Diferencia |      | +0,87 % | −1,84 % | −1,11 % |

| Año        | 2023 | 2024    |
| ---------- | ---- | ------- |
| Población  | 4012 | 4008    |
| Diferencia |      | −0,09 % |